# Filmton Austria
Filmton Austria ist die Berufsvereinigung für Filmtonschaffende in Österreich. Ihr gehören Kreative aus allen Bereichen der Tongestaltung der österreichischen Filmbranche an. Ihre Aufgabe ist, die Interessen der Filmtonberufe in der Filmwirtschaft sowohl national als auch international zu vertreten. Darum ist die Berufsvereinigung auch Mitglied des Dachverbandes der Österreichischen Filmschaffenden und Partner aller relevanten Institutionen und Organisationen der Österreichischen Filmszene.

## Geschichte und Aktivitäten
Die Berufsvereinigung ging im Dezember 2019 aus ihrer Vorgängerorganisation VOESD (Verband Österreichischer SounddesignerInnen) hervor, welche nur Filmtonschaffenden aus der Postproduktion offen stand. Die zugrundeliegende Änderung der Statuten machte es möglich, dass seither auch Kreative aus den anderen Bereichen der Filmtongestaltung von ihr vertreten werden können. Derzeit (Stand Januar 2021) umfasst sie zirka 80 Mitglieder der Berufsgruppen Boom Operator, Set-Tonmeister, Sounddesigner, Foley Artist, Synchrontonmeister und Mischtonmeister. Ihnen steht die Berufsvereinigung als Plattform der Vernetzung und des Erfahrungsaustausches zur Verfügung und sie vertritt diese Berufsgruppen auch aktiv gegenüber anderen Institutionen der Österreichischen Filmwirtschaft um die Arbeitsbedingungen und die Stellung der Tongestaltung im Filmwesen weiter zu verbessern.
Zu ihren Aktivitäten gehören unter anderem
- die Etablierung zeitgemäßer Berufsbilder im Kollektivvertrag der Filmschaffenden
- die Abhaltung von Informationsveranstaltungen und Veröffentlichung geeigneter Materialien in schriftlicher und elektronischer Form
- die Vertretung der Interessen der Filmtonberufe im Rahmen der Filmwirtschaft
- Durchführung von Umfragen und Abhaltung interner Diskussionsveranstaltungen zu filmtonrelevanten Themen
- Aufbau einer internationalen Dachorganisation von Filmtonvereinigungen
- Etablierung eines Mentoringprogramms für angehende Filmtonschaffende[2]

Zusammen mit anderen europäischen Partnerorganisationen gründete sie auch die European Film Sound Initiative, deren Ziel es ist, eine internationale Dachorganisation von Filmton-Vereinigungen zu etablieren.
Der Verband stiftet seit 2013 den Diagonale-Preis Sounddesign, dotiert mit 3000 Euro. Die Diagonale verleiht Österreichs höchstdotierte Filmpreise.

## Mitgliedschaft in der Berufsvereinigung
Eine ordentliche Mitgliedschaft steht nur Filmtonschaffenden offen, die über ausreichende Berufserfahrung verfügen. Berufsanwärter und Studierende können sich allerdings um eine außerordentliche Mitgliedschaft bewerben.

Eine Übersicht über alle derzeitigen Mitglieder findet sich ebenso wie weitere Informationen zur Aufnahme auf der Webseite von Filmton Austria.